# Пупієн
Марк Кло́дій Пупіє́н Макси́м (лат. Marcus Clodius Pupienus Maximus; близько 178 року н. е. — 238 рік н. е.) — римський імператор, який правив у квітні — липні 238 року. Керував імперією разом із Бальбіном впродовж усього 99 днів під час так званого року шістьох імператорів. Через обмеженість джерел, які описують цей період, інформації про Пупієна залишається небагато.

## Походження, кар'єра та родина
«Історія Августів», свідчення якої не викликають повної довіри, описує Пупієна як приклад підйому в давньоримській ієрархічній системі завдяки військовим успіхам. За свідченням «Історії», Пупієн був сином коваля, почав свою кар'єру з посади центуріона, пізніше став військовим трибуном, а надалі — претором.
Насправді, він був сином сенатора Марка Пупієна Максима та Клодії Пульхри. Можливо, коли Пупієн почав свою кар'єру, його батько не був сенатором. Пупієн служив проконсулом в Віфінії, Греції та Нарбонській Галлії. Пізніше його призначили спеціальним легатом в Ілліриці, де він успішно воював проти сарматів, а згодом керував однією з германських провінцій. А близько 207 року він обійняв посаду консула-суффекта.
Хоча Пупієн і не походив із патриціїв, він був провідним членом Сенату. Ймовірно, він походив з етруського міста Вольтерра, де написи, що відносяться до його доньки Пупієни Секстії Пауліни Цетегілли, дружини Марка Ульпія Евбіота Левра, вказують на те, що Пупієн був одружений з жінкою із давнього шляхетного роду Секстіїв — Секстією Цетегіллою (народилася близько 170 р.), донькою Тіта Секстія Африканського та Корнелії.
Окрім доньки, в нього було два сини, Тіберій Клодій Пупієн Пульхер Максим, консул-суфект 224 чи 226 р., та Марк Пупієн Африкан Максим, консул-ординарій 236 р., колега імператора Максиміна Фракійця. Друге консульство, посада міського префекта та син, який був консулом разом з правлячим імператором, — все це є ознаками того, що родина була впливовою.
Несхильний до плотських втіх та вина, Пупієн був досить жадібний до їжі. Вираз його обличчя був серйозним та гидливим, він був високий на зріст, вдачу мав гордовиту, але був справедливий, не був жорстоким та немилосердним. Сенат його любив, а народ боявся, адже усім були відомі його вибагливість і суворість.

## Правління
Коли в Африці імператорами були проголошені Гордіан І та Гордіан ІІ, Сенат призначив комітет із двадцяти осіб для координації дій проти Максиміна Фракійця та включив до нього старого сенатора Пупієна. Дізнавшись про поразку і загибель Гордіанів та побоючись помсти з боку Максиміна, Сенат зібрався на закритому засіданні у храмі Юпітера та проголосив імператорами двох людей — Пупієна та Бальбіна. Однак народні заворушення не вгамовувалися, і до правлячого дуету додали Гордіана III — онука загиблого Гордіана І.
Пупієн, який рушив із своїм військом до Равенни, аби відбити наступ Максиміна, оцінював свої шанси досить скептично, проте битви не сталося, бо Максиміна було вбито своїми ж солдатами під час осади Аквілеї, а його голову будо доставлено до Равенни. Пупієн, прийнявши колишніх вояків супротивника до своїх легіонів, відправив військо назад до відповідних провінцій та повернувся до Риму лише з преторіанською гвардією та власною охороною.
Бальбін зі свого боку не впорався із підтримкою порядку у столиці. Тому імператорам довелося відвернути увагу від армії та узятися за вирішення соціальних проблем, що викликало гнів військовиків, які вже з жалем згадували вбитого Максиміна.
Тому 29 липня, під час проведення Капітолійських ігор, Преторіанська гвардія вторглась до імператорського палацу, де оточила Пупієна, в той час, як вірні йому германці знаходились в іншій частині будівлі, місці засідання Бальбіна. Пупієн наказав Бальбіну відправити допомогу, але Бальбін, вважаючи, що це змова Пупієна, не став цього робити. Унаслідок цього преторіанці схопили обох старих імператорів (на той час Пупієну було 70, а Бальбіну — 60 років), роздягнули їх та повели містом до свого табору, б'ючи їх та насміхаючись. Проте вірні імператорам германці почали переслідувати імперську гвардію, тому преторіанці були змушенні вбити Пупієна та Бальбіна, не пройшовши і половини шляху. Таким чином правління Пупієна та Бальбіна тривало всього 99 днів.
Після цього преторіанці, не знаючи кого обрати імператором, визнали їм Горідана III, який у 13 років став наймолодшим керівником об'єднаної Римської імперії за всю її історію. Також поширювалися чутки, що саме Гордіан наказав стратити імператорів з метою отримання одноосібної влади.